# Donna Plautilla
Donna Plautilla è un album in studio del gruppo musicale italiano Banco del Mutuo Soccorso, pubblicato nel 1989 dalla Raro! Records.

## Descrizione
Contiene materiale registrato durante il 1969 per conto della RCA Italiana, la quale avrebbe dovuto pubblicarlo come primo effettivo album in studio della formazione. La formazione del gruppo è ancora quella primordiale, con i fratelli Nocenzi già attivi anche come autori e altri musicisti che di lì a poco avrebbero abbandonato la formazione.
La tiratura di questo 33 giri è stata di 2 000 copie, le cui prime cinquecento erano in vinile trasparente. Circa metà dei brani qui contenuti sono stati poi inseriti nella raccolta Le origini.

## Tracce
Testi e musiche di Vittorio Nocenzi, eccetto dove indicato.
Lato A
1. Ed io canto – 4:37 (Vittorio Ferri, Vittorio Nocenzi)
2. Cantico – 2:06
3. Piazza dell'oro (eh, eh) – 3:28
4. Mille poesie – 3:34 (Vittorio Ferri, Vittorio Nocenzi)
5. Un giorno di sole – 2:34

Lato B
1. Un uomo solo – 3:23
2. Bla, bla, bla – 5:46
3. E luce fu – 5:18
4. Mille poesie (seconda versione) – 5:19 (Vittorio Ferri, Vittorio Nocenzi)
5. Donna Plautilla – 3:38

## Formazione
Gruppo
- Vittorio Nocenzi - organo Hammond, voce
- Gianni Nocenzi - pianoforte
- Claudio Falco - chitarra, cori
- Fabrizio Falco - basso, cori
- Franco Pontecorvi - batteria

Produzione
- Roberto Ruggeri - realizzazione
- Registrato e mixato negli studi RCA
- Ubaldo Consoli - ingegneria del suono, missaggio[2]